# 100th Window
100th Window ist das vierte Studioalbum der britischen Band Massive Attack. Das Album enthält neun Stücke sowie einen versteckten Titel und wurde im Jahr 2003 veröffentlicht, fünf Jahre nach dem vorherigen Studioalbum Mezzanine. 100th Window erreichte 2003 die Spitzenposition der englischen Albumcharts, als zweites Album von Massive Attack nach Mezzanine. In Deutschland erreichte das Album Platz 3 der Albumcharts, in den US-amerikanischen Billboard 200 die Höchstplatzierung 69.

## Besetzung
Für das Nachfolgealbum der Erfolgsplatte Mezzanine zeichnen Robert Del Naja, Gründungsmitglied von Massive Attack, und der Produzent Neil Davidge verantwortlich. Grantley Marshall, zweiter verbliebener Gründer der Band, wirkte an der Entstehung von 100th Window nicht mit, stieß aber zur folgenden Albumtour wieder zu Massive Attack. Die Produktion ist maßgeblich von Del Naja geprägt, der bereits bei Mezzanine die kreative Ausrichtung von Massive Attack bestimmt hatte.
Verschiedene Gastmusiker sind auf 100th Window vertreten, darunter Damon Albarn, der regelmäßig auf Massive-Attack-Alben vertretene Horace Andy und Sinéad O’Connor, die auf insgesamt drei Titeln Gesang beisteuert (What Your Soul Sings, Special Cases, A Prayer for England).

## Titelliste
1. Future Proof – 5:37
2. What Your Soul Sings – 6:37
3. Everywhen – 7:37
4. Special Cases – 5:09
5. Butterfly Caught – 7:37
6. A Prayer for England – 5:44
7. Small Time Shot Away – 7:57
8. Name Taken – 7:47
9. Antistar – 8:17
10. LP4 (Hidden Track) – 11:23

Der Titel Antistar läuft nach 8:17 Minuten aus, bis bei Minute 8:50 ein Instrumentalstück mit dem Namen LP4 als Hidden Track einsetzt.

## Rezeption
Von der Plattform Metacritic erhielt 100th Window einen Metascore von 75 aus 100 Punkten und einen Publikumswert von 7,9 aus 10 Punkten. Das Musikmagazin Rolling Stone vergab drei von fünf Punkten, beschrieb eine „asiatische Atmosphäre“ als Grundstimmung und vermutete, dass Fans der Band nicht besonders herausgefordert werden würden. Der Spiegel urteilte, dass Del Naja die großen Leistungen früherer Alben nicht wieder heraufbeschwören könne, 100th Window dennoch eine gute Produktion wäre, aber Fans nichts Überraschendes vorfänden.